# Marina crenulata
Marina crenulata là một loài thực vật có hoa trong họ Đậu. Loài này được (Hook. & Arn.) Barneby miêu tả khoa học đầu tiên.